# فرنسيسكو سان دييغو
فرنسيسكو سان دييغو هو كاهن كاثوليكي فلبيني، ولد في 10 أكتوبر 1935 في Obando, Bulacan ‏ في الفلبين، وتوفي في 26 أغسطس 2015.